# Дрей, Уильям
Уильям Герберт Дрей (англ. William Herbert Dray; 23 июня 1921 года, Монреаль, Канада – 6 августа 2009 года, Торонто) — канадский философ истории. Был почётным профессором в университете Оттавы. Лауреат премии Молсона (1986).
Известен своей версией антипозитивистской в духе понимающей социологии истории в «Законах и объяснении в истории» и своей работой о Р. Г. Коллингвуде.

## Публикации
- Laws and explanation in history (Законы и объяснения в истории, 1957)
- History as re-enactment: R. G. Collingwood's idea of history. Clarendon Press, 1999.
- Ещё раз к вопросу об объяснении действий людей в исторической науке